# 丸本彰造
丸本 彰造（まるもと しょうぞう、1886年〈明治19年〉3月25日 - 1961年〈昭和36年〉11月19日）は、日本の陸軍軍人。主著『食糧戦争』はGHQにより焚書（没収）された。最終階級は陸軍主計少将。勲三等従四位。

## 経歴
1909年（明治42年）、陸軍経理学校第1期卒業、陸軍三等主計（少尉相当）任官。
1928年（昭和3年）、陸軍省経理局衣糧課長。1930年（昭和5年）、陸軍一等主計正（大佐相当）、第20師団経理部長。1933年（昭和8年）、第5師団経理部長。1935年（昭和10年）、陸軍主計監（少将相当）。
1936年（昭和11年）、予備役編入。昭和12年、制度変更により陸軍主計少将。
1947年（昭和22年）11月28日、公職追放仮指定を受けた。

## 栄典
- 1933年（昭和8年） - 勲三等瑞宝章[3]
- 1936年（昭和11年） - 従四位[4]
- 1940年（昭和15年） - 紀元二千六百年祝典記念章[5]

## 著作
- 『食糧戦争』（新大衆社、昭和19年）